# Шведський статут

Хрест святого Георгія, символ шведського масонства

Шведський статут — відомий як Шведський ритуал. Він використовується в ряді скандинавських масонських лож і у Великій земельній ложі вільних каменярів Німеччини (ВЗЛВКН).
Шведський статут, як система роботи вільних каменярів створена в 1735 р. і використовується в Швеції, Фінляндії, Норвегії, Данії та Ісландії. Подібна система використовується і в ВЗЛВКН незначно змінена Фрідріхом Вільгельмом Кельнером фон Ціннендорфом в 1770 році. З 1776 р. по 1779 р. Ціннендорфска система використовувалася також активно в Росії.
Шведська система ґрунтується на актах Карла Фрідріха Екклефа, основою якої є християнська орієнтація масонства, як у нижчих, так і у вищих градусах. Вчення Ордена робить акцент на християнський характер і являє собою організацію орденської структури.
Шведська система має статус закритої системи з 10 градусами. Кожен наступний градус ґрунтується на попередньому.
В рамках кожної Великої ложі існує тільки один єдиний ритуал, для кожного градуса. Ритуали в різних країнах різняться, проте відмінності серед Скандинавських країн дуже незначні. З плином часу ритуали неодноразово перероблялися, наприклад для Швеції герцогом Карлом Седерманландським, а для Німеччини Крістіаном Неттельбладтом у 1819 р..
На відміну від англійського масонства, ритуали не заучують напам'ять, а зчитуються з ритуальною книги, як Майстром ложі, так і Офіцерами (Правоохоронцями).

## Історія
У першій половині XVIII століття масонство прийшло з Британії до континентальної Європи і стало практикуватися в безлічі форм. Багато підданих Швеції були посвячені у Франції та Німеччині і отримали дозвіл почати масонські роботи у себе вдома.
Масонство було принесено в Швецію графом Акселем Вреде-Спарре (швед. Axel Wrede Sparre), військовим, офіцером кавалерії, які служив у Парижі і посвячений в 1731 р.. Він повернувся до Швеції разом з кількома друзями, також посвяченими за кордоном, маючи право проведення масонських робіт в 3-х ступенях.
Перша ложа св. Іоанна Хрестителя була інстальована в Стокгольмі графом Кнутом Поссе (швед. Knut Posse) в 1752 р.. Ця ложа вважається, як «материнська» в Швеції, і мала повноваження, як єдина законна масонська структура в Швеції, що має права давати Патенти новим ложам (відкривати їх). Масонська активність значно зросла, «дикі» ложі були закриті, а їх члени увійшли в регулярні ложі. Протягом 1750-х рр. відкривалися нові ложі, деякі з них відкрили свої двері для представників інших верств суспільства.
У 1730-х рр. було проголошено, що масонство бере свій початок від Християнських Лицарів минулого, від будівельників церков в Єрусалимі після їх руйнування і від орденів подібних св. Іоанну в Єрусалимі. Це дало імпульс розвитку багатьох ідей і масонських ступенів також у Швеції [додаткових ступенів].
У 1756 р. Королівський Секретар Карл Фрідріх Еклефф, що мав патент на відкриття нових лож, разом з шістьма іншими братами створив у Стокгольмі Шотландську Ложу Безвинності для робіт в Шотландських Андріївських [вищих] ступенях. Це дало початок розвитку Шведської системи. Наступний крок був зроблений в 1759 р. Еклеффом, коли він заснував Великий Капітул Безвинності в Стокгольмі. Велика Ложа Швеції була заснована в 1760 р. і була визнана, як Національна Велика Ложа в 1770 р. і 1799 р. Великою Ложею Англії.
Барон Еклефф зробив масонство на християнській основі. Подальший розвиток моральної філософії Шведського Статуту було зроблено герцогом Карлом Седерманландським (пізніше став Королем Швеції Карлом XIII), він став наступником Еклеффа в 1774 р. і Великим майстром шведського масонства.
Під впливом системи Барона Карла фон Хунда, що практикувалася в Німеччині, у Шведській системі стали розвиватися ступені далі Шотландських Андріївських, а герцог Карл дав Швеції справжню масонську систему, а не просто набір ступенів. Протягом цього періоду роботи капітулу були розширені, хоча труди Еклеффа і залишалися основою ритуалів.
В результаті ряду ритуальних реформ, починаючи з останньої половини 1770-х рр. і до 1800 р., була створена логічно завершена Масонська система з 10 ступенів, де кожний наступний ступінь випливав з попереднього, аж до останнього і вищого, кожний ступінь містив початкові елементи наступного.
Масонство в Швеції розвивалося під керівництвом Великих майстрів, кожен з яких належав до Королівського Дому з 1774 р. до 1997 р..

### Фредерік VII (король Данії)
У 1862 р. створено королем Фредеріком VII Данським Орден Лицаря-Командора «Червоного Хреста» (нім. Dessen Mitgliederzahl war ursprünglich auf 33 limitiert). На початку кількість діючих кавалерів було обмежено 33-ма. Наявність ордену не відповідає жодному градусові і ніяк не пов'язано з загальномасонською системою. В даний час у Данії 55 осіб нагороджені даними орденом.

## Структура Ордену
Система складається з трьох підрозділів:

### Іоаннівська ложа
- 1 градус: Учень
- 2 градус: Підмайстер
- 3 градус: Майстер

### Андріївська ложа
- 4 градус: Учень св. Андрія
- 5 градус: Підмайстер св. Андрія / у Швеції Кавалер св. Андрія
- 6 градус: Майстер Андріївської Ложі

### Верховний капітул
- 7 градус: Лицар Сходу / у Швеції Вельми Прославлений Брат
- 8 градус: Лицар Заходу / у Швеції Виключно Прославлений Брат
- 9 градус: Довірений Брат Іоаннівської Ложі / у Швеції Освічений Брат
- 10 градус: Довірений Брат Андріївської Ложі / у Швеції Вельми Освічений Брат

### Почесна ступінь
- Ясновельможний Брат Червоного Хреста, Майстер Храму, Лицар-Командор[1][3].

## Управління
- Високоповажний майстер управляє ложею св. Іоанна.
- Високоповажний майстер управляє ложею св. Андрія.
- Наймудріший майстер Капітули управляє Капітулою.
- Високоповажний Земельний Великий майстер управляє градусами з першого по шостий.
- Наймудріший Майстер Ордену стоїть на чолі Ордену і управляє градусами вище сьомого[1][3][4].

## Галерея

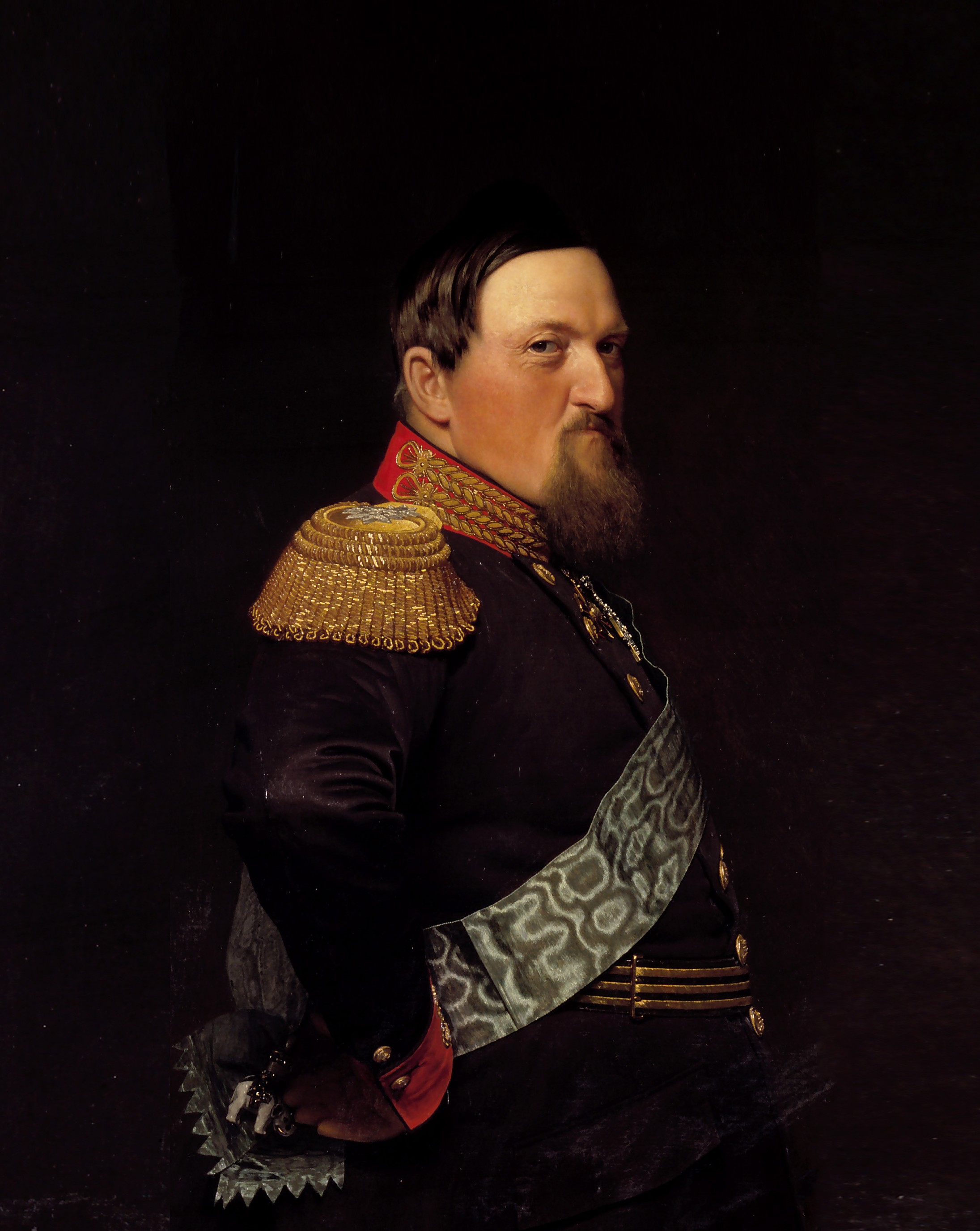
Фрідріх VII, король данський
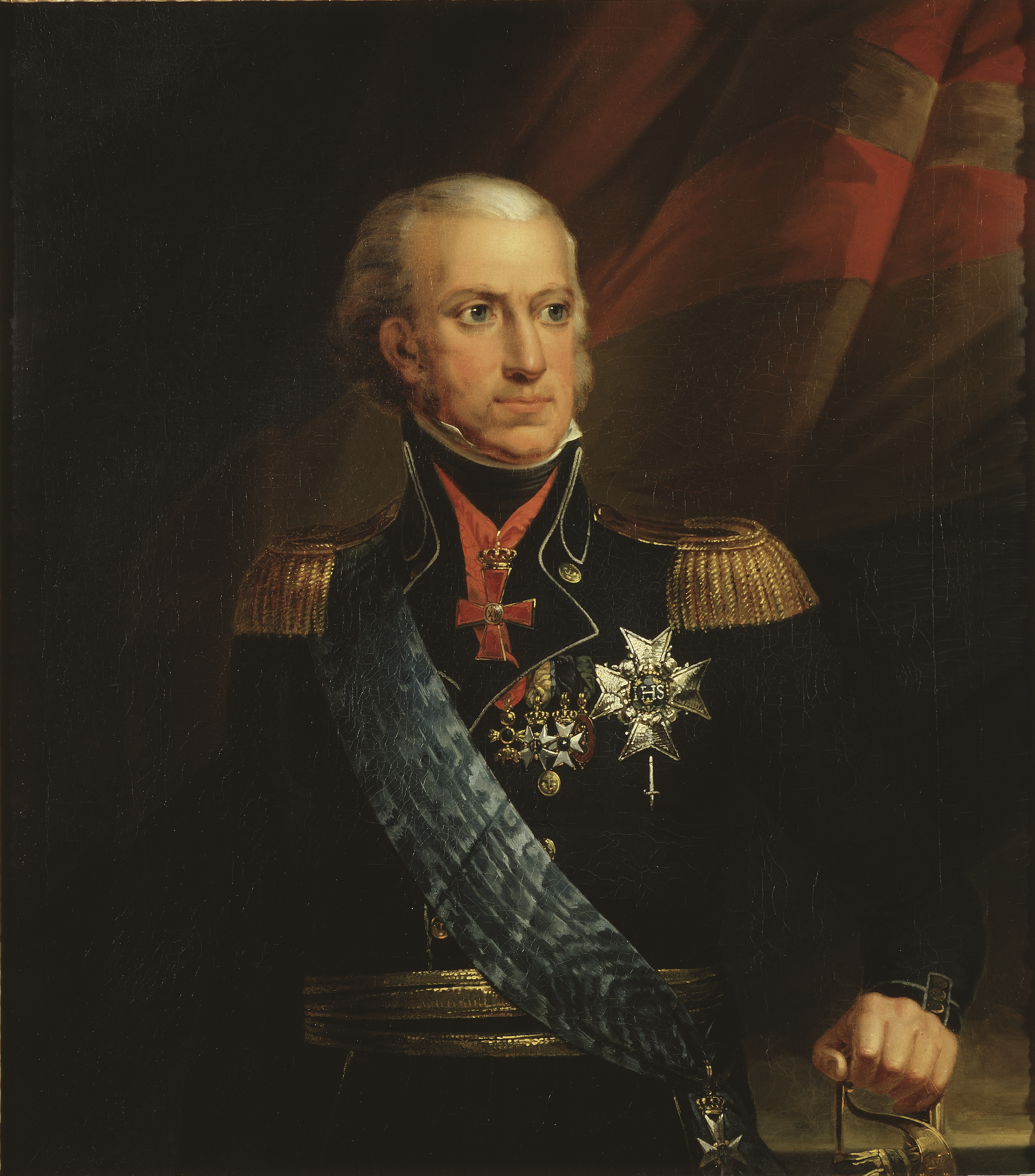
Карл XIII, король шведський і норвезький
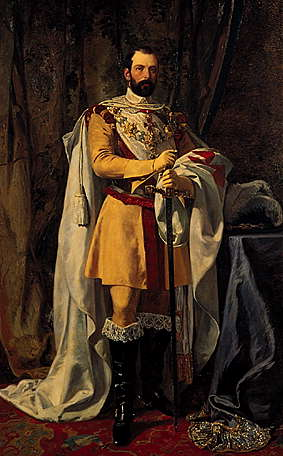
Король Карл XV.
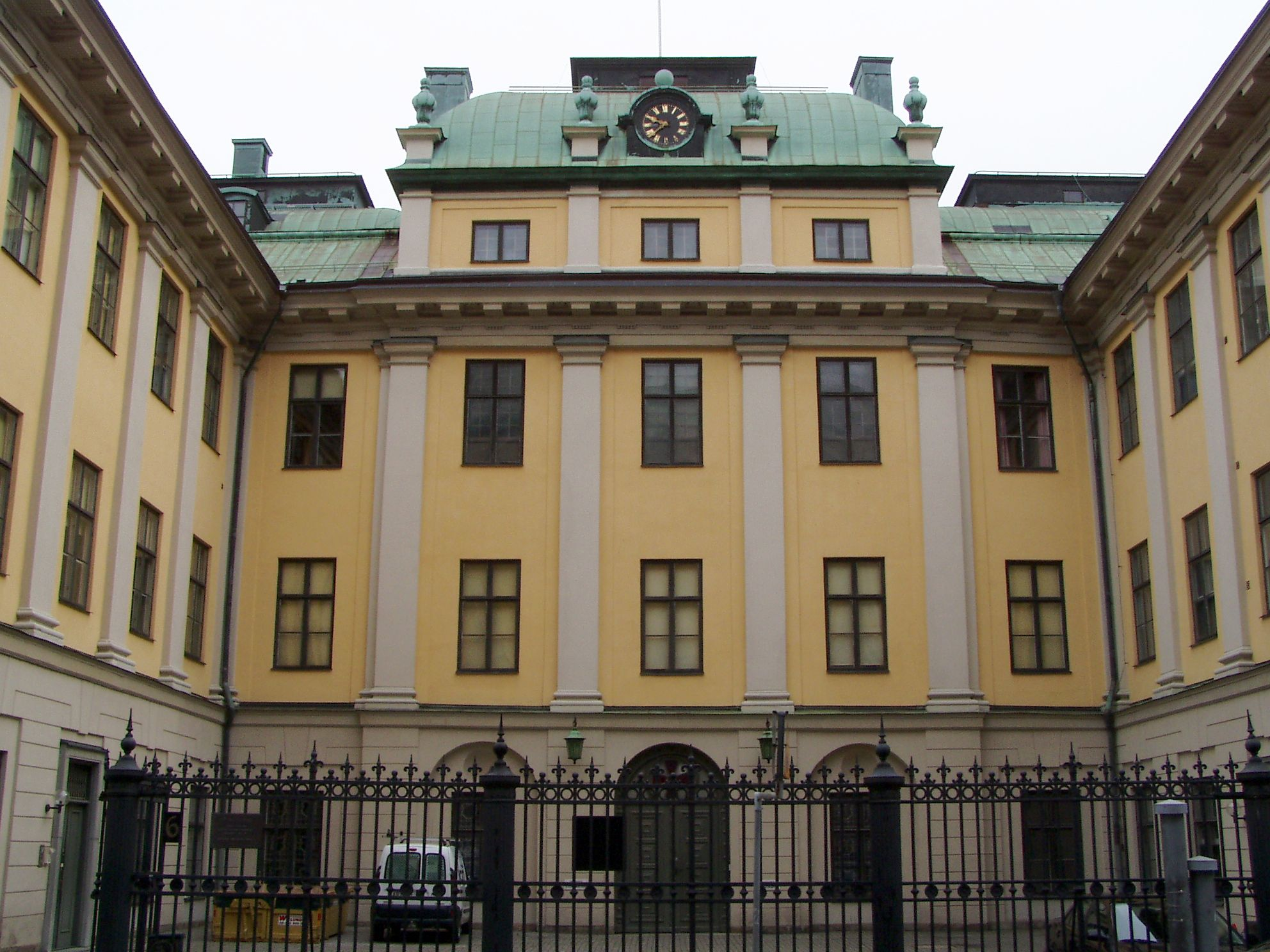
Баатський замок резиденція Ордену Вільних Каменярів Швеції
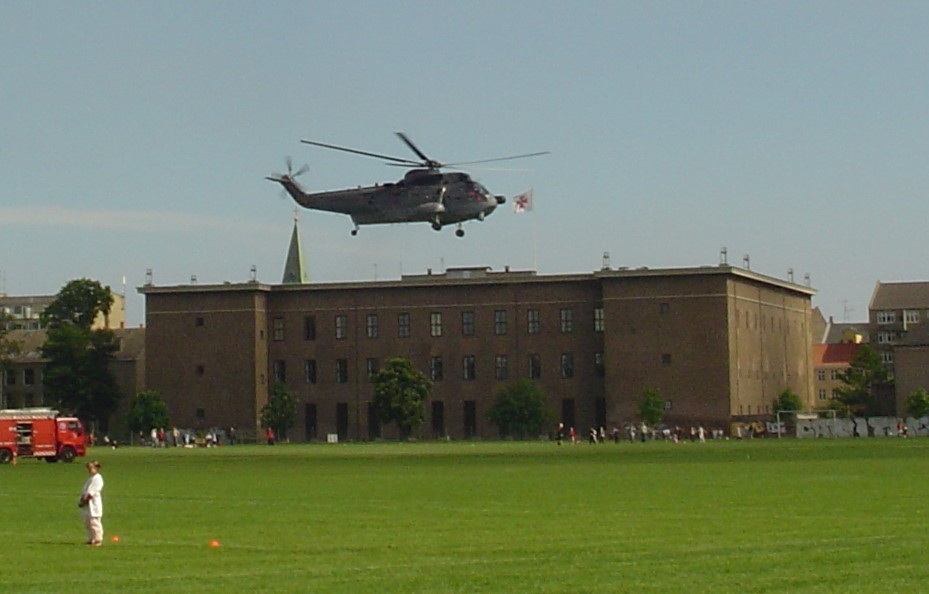
Замок Данського Ордену Вільних Каменярів у Копенгагені
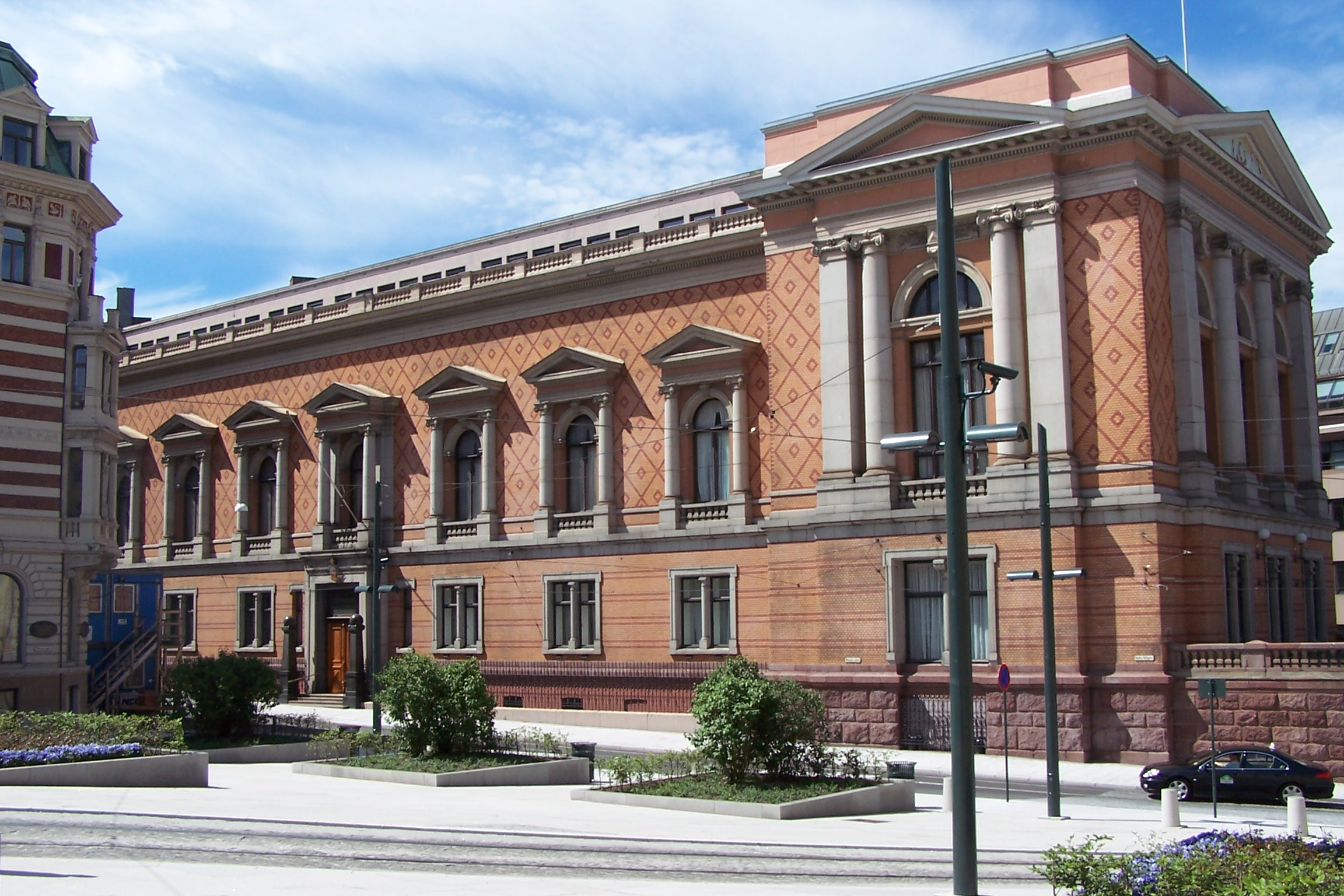
Резиденція Норвезького Ордену в Осло
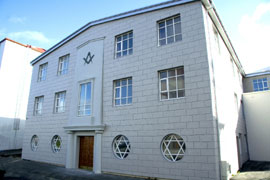
Резиденція Ісландського Ордену
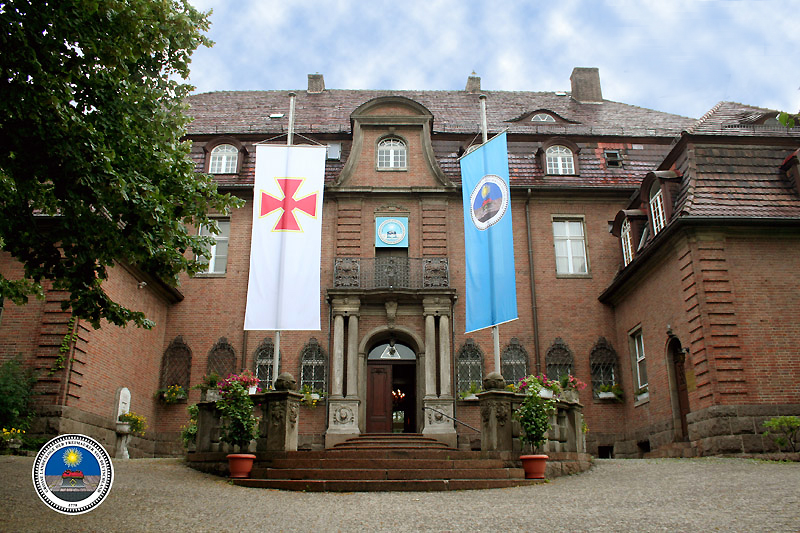
Резиденція Німецького Ордену в Берліні